# 4-Hydroxybenzoesäureisopropylester
4-Hydroxybenzoesäureisopropylester ist eine chemische Verbindung aus der Gruppe der Parabene.

## Gewinnung und Darstellung
Die Verbindung kann durch die schrittweise Zugabe von Isopropanol und Thionylchlorid zu p-Hydroxybenzoesäure bei niedriger Temperatur, gefolgt vom Erwärmen des Reaktionsgemischs, dargestellt werden.

## Eigenschaften
4-Hydroxybenzoesäureisopropylester ist ein weißer Feststoff, der in Methanol löslich ist.

## Verwendung
4-Hydroxybenzoesäureisopropylester wird als Konservierungsmittel in Kosmetika und Lebensmitteln verwendet.